# وایدمن (میشیگان)
وایدمن (به انگلیسی: Weidman) یک منطقهٔ مسکونی در ایالات متحده آمریکا است که در شهرستان ایزابلا، میشیگان واقع شده‌است. وایدمن ۱۵٫۴ کیلومتر مربع مساحت و ۹۵۹ نفر جمعیت دارد و ۲۷۲ متر بالاتر از سطح دریا واقع شده‌است.